# Ordningen (Perumovs värld)
Ordningen (ryska: Упорядоченное Uporjadotjennoje) är ett fiktivt universum skapat av Nick Perumov. 
Ordningen består av några miljarder världar, och från de flesta av dem kan man med hjälp av magi komma till de andra världarna, via Mellanvärlden, där världarnas kristallklot svävar. Med undantag för de slutna världarna, som bara gudar och ärkemagiker kan komma till och sedan lämna. Tack vare att Ordningen är inrättad på detta vis lever många raser i nästan alla världarna.
Ordningen är ett rumsligt begränsat område av strukturerad materia, alstrat av Skaparen mitt i det ursprungliga Kaos. Ordningens rymd är mångdimensionell och innehåller en ofantlig mängd tredimensionella sfärer – världar. Världarnas utrymmen är begränsade, har olika former, och skiljer sig åt vad gäller många andra egenskaper.

## Kända världar
- Hjorward

Hjorward är en av Ordningens nyckelvärldar. Där finns Hedinsej, som är Hedins och hans lärling Hagens högkvarter. Hjorward består av fyra kontinenter: Västra, Östra, Norra och Södra Hjorward.
- Melin

Melin är en av Ordningens nyckelvärldar, uppkallad efter människornas kejsardöme som finns där och som i sin tur har fått sitt namn av sin huvudstad (och är en lokal variant av Romerska riket). Melin plågas av ständiga krig. I Diamantsvärdet och Träsvärdet berättas hur Melin spricker i två delar då den väldiga Rämnan uppstår och öppnar vägen till Evial.
| ” | Ett sista slag. Världsalltet skälvde och en fruktansvärd hetta svedde Klaras ansikte. Hon var redan medveten om att de inte skulle lyckas att försegla rämnan helt och hållet, att en Rämna höll på att uppstå där uppe: en plats, där två helt främmande världar skulle komma i beröring. Det sista hon kunde göra var att begränsa denna Rämna, så att det vanskapliga ärret bara skulle klyva en del av Norra världens gestalt. | „ |

- Evial

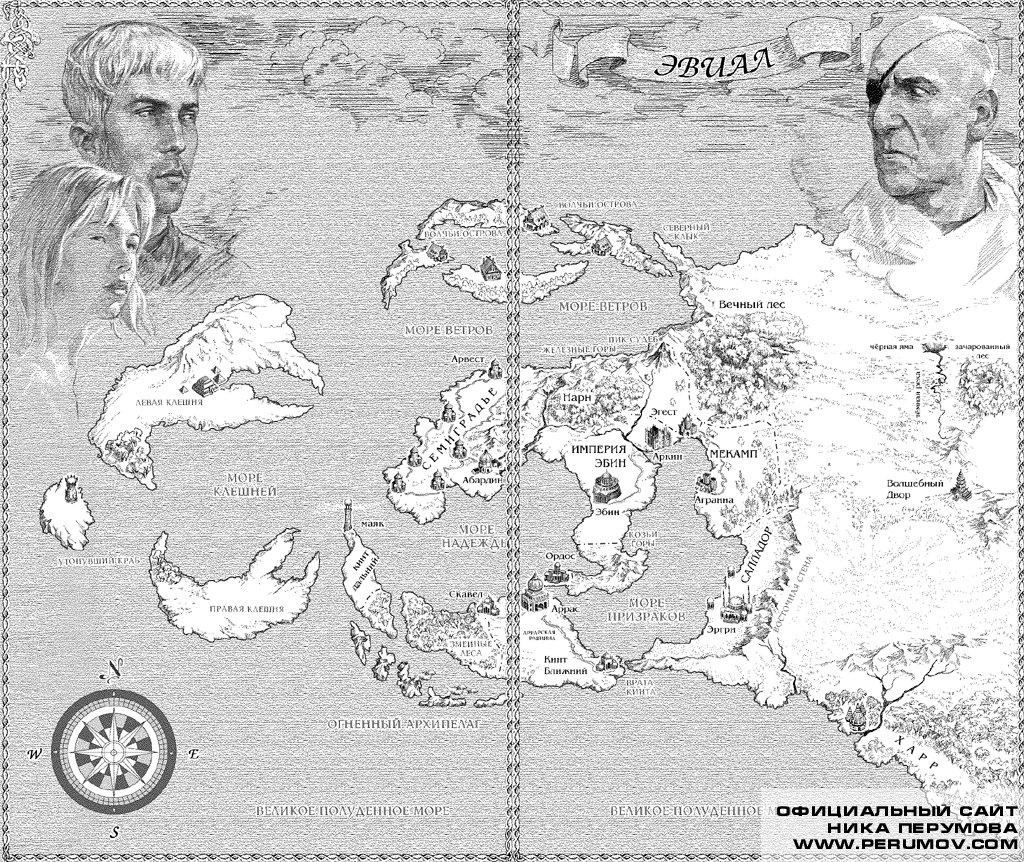
Evial (Karta från Nick Perumovs officiella hemsida www.perumov.com)

Evial är en av nyckelvärldarna, och  samtidigt som den är en sluten värld, isolerad från resten av Ordningen, går alla dess inre kraftflöden via tio Magikristaller, som vaktas av Drakväktare. 
- Zidda

En nyckelvärld, befolkad av en ovanlig ras – dankobarerna, som liknar björnar, och behärskar magi.
- Skorbok och Vemste

Magiska nyckelvärldar, som nämns i Nekromantikerns ensamhet bland de världar där starka magiska reaktioner kan förnimmas.
- Det förlovade landet

Det förlovade landet är en av de Översta världarna, och var tidigare De unga gudarnas boning, men används numera av De nya gudarna. Det är väl gömt och skyddat. Någonstans i Det förlovade landet finns en av Källorna, som bevattnar Yggdrasil – Urdarbrunnen; här möts många kraftflöden, däribland Mimers brunn.
- Dalen

Dalen är en konstgjord värld, där Dalenmagikernas gille finns, liksom stridsmagikernas och helarnas gillen. Dalen skapades av De sanna magikerna, den generation som föregick Hedins, Rakots, Merlin med fleras generation. Först när Hedin och Rakot blev De nya gudarna blev de varse Dalens existens.
- Terra

Terra är vår värld, som också är den del av Ordningen, men som till skillnad från de flesta av dess världar saknar magi. En hjälte citerar Nikolaj Gumiljovs dikter som stridsmagikern Klara Kummel hittat i en underlig värld utan magi. Den omnämns även några gånger som en värld vars legender återspeglar händelser ur De sanna magikernas liv. Det nämns att det är en värld med högt utvecklad vetenskap, där människorna har upptäckt atomerna materian består av. Ärkemagiker Ignatius nämner även latin.
- Kirddin

En av Ordningens unika platta världar.
- Alla uråldrigas borgs värld

En liten immateriell värld. Där fanns inget annat än sten och en väldig lodrät klippa – Titanernas pelare, på vilken De sanna magikernas boning stod - Alla uråldrigas borg. Därför var den världen en av nyckelvärldarna och centrum för Ordningens magiska flöden, eftersom de flesta av dessa flöden var knutna till Alla uråldrigas borg. Under De nya gudarnas uppror och Den onämnbares invasion klarade Alla uråldrigas borg inte av de magiska krafternas motstånd utan störtade ned tillsammans med Titanernas pelare. 
Men lite senare dök nya herrar upp i världen – De nya magikernas generation, ledda av Den mörke. De installerade en portal i Alla uråldrigas borgs ruiner till sin egen skapade värld och började återuppbygga Titanernas pelare.
- Världarnas botten

Världarnas botten är den allra understa världen, där den kroppsberövade Rakot var fängslad. Till den världen kunde inte Rakots väktare komma från de övre världarna, eftersom Rakot, trots att han till och med var berövad sin kropp hade kunnat övertala dem att ställa sig på hans sida. Det utnyttjade Hedin för att rädda sin vän under upproret.

## Krafter och gudar
Skaparen

Skaparen är det gåtfulla väsen, som skapade Ordningen. Efter Skapelsedagen avlägsnade sig Skaparen bortom Ordningen, Kaos och Den onämnbares värld, som är belägen en oändlig resa bortom Kaos. De unga gudarna kunde skapa en astralbudbärare, som förmodligen nådde fram till Skaparen, men Besvärjelseläsaren såg aldrig magin som kunde ha varit ”svaret”. Skaparen visar sig inte, men är det enda högsta väsendet. 
- Orlangur

Orlangur är kunskapens ande, och är tillsammans med Demogorgon Tredje kraftens pelare, en neutral gudom.
- Demogorgon

Demogorgon är den rådgivande Världsanden – ett gudomligt väsen, till vilket alla levande varelsers själar kommer efter döden. En neutral gudom, och Orlangurs ’bror’. Omnämns i böckerna, men visar sig inte direkt.
- De uråldriga gudarna

De uråldriga gudarna uppstod tillsammans med själva Ordningen, men de skapades inte av Skaparen – de föddes ur Ordningens kropp, där Skaparens andning vidrörde den stillastående materian, och styrde dem innan de blev besegrade av De unga gudarna. De uråldriga gudarnas exakta antal är okänt. Efter sitt nederlag förvandlades flertalet av dem som av någon anledning hade överlevt till mer eller mindre förnuftiga naturgudar (Bergsguden i Södra Hjorward) eller de mäktigaste bland människor (Oden i Östra Hjorward); några blev mindre gudar i sina världar (De sex mörka i Evial). Många av De uråldrigas gestalter, till exempel Oden, refererar till Nordisk mytologi.
- De unga gudarna

De mest kända av De unga gudarna är de sju viktigaste gudarna vars namn börjar på J:
Jamert, Jambren, Jantana, Jalmog, Jet, Javlata och Jalini. De förintade de flesta av De uråldriga gudarna i Borghildslaget. Det sades att De unga gudarna är Allfaderns första skapelse och ”hans älskade barn”. Efter Den onämnbares genombrytning försökte de fly från Ordningen, men hindrades av Rakot, Hedin, Oden och Orlangur, som skickade dem i exil till den demoniska världen Belosta. De unga gudarna försöker till varje pris återta makten (med undantag av Jalini som förnekade sina bröder och systrar, och med hjälp av Demogorgon försonades och förvärvade friheten och sitt gudomliga väsen).
De yngsta av De unga gudarna, som lever i Hjorward (Jardoz – ’herre över jordens flammande innandöme’, Jalven – ’ledare för kölden och föreståndare av snömagasinen’, Jarmina – ’Jamerts dotter, ’föreståndarinna för morgon- och aftonroden’, Jargochor – ’anförare av Hjorwards döda’ och så vidare.), berördes inte av sina äldre bröder och systrars fall, och de fortsatte att utföra sina uppdrag som väktare av naturen i den ovan nämnda världen.
- De nya gudarna

Hedin och Rakot – var tidigare två mäktiga Sanna magiker, som grep makten i Ordningen efter att de avsatt De unga gudarna (beskrivs i romanen ’Gudarnas undergång’ (Гибель 
Богов). Enligt Orlangur var det Ordningen som valde dem till gudar. Själva anser de sig vara Jämviktens eller Overksamhetens gudar.
Rakot är Mörkrets härskare, - Sann magiker, väldig krigare och Jamerts evige opponent. Revolterade en gång i tiden mot De unga gudarnas herravälde, upprepade gånger agerade han mot dem, försökte avsätta gudarna med brutalt våld och blev efter vederbörligt nederlag inspärrad på Världarnas botten. Öppnade vägen för Den onämnbare till Ordningen. Befriades av sin fosterbroder Hedin. Blev tillsammans med Hedin en av Ordningens viktigaste gudar, personifierar styrka och handling. Färdas mellan världarna som en svart drake eller som en mäktig krigare i svart rustning och röd slängkappa. Rakot är oförbehållsam och skarp, tål inte auktoriteter, men behandlar de dödliga väl, och hatar Frälsaren intensivt.
Hedin är Mörkerkännaren, - Sann magiker, Rakots fosterbroder, stor krigare och en ännu större magiker, och Odens vän. Blev skickad i tusenårig exil för olydnad, tvingades skiljas från sin älskade Sigrlinn. Med hjälp av sin lärling Hagen befriade han Rakot och störtade De unga gudarna. 
Som gud dämpar Hedin sin fosterbroders hetsighet och personifierar vishet och måttfullhet. Övervakar världarna i en falks skepnad. Hedin befinner sig i strid med Den onämnbare, De avlägsna krafterna och Kaos. Han har dåliga relationer med De fallna och De nya magikerna, vill undvika öppet krig, eftersom ’direkta’ konfrontationer kan rubba Jämvikten och leda till katastrofala påföljder för de levande varelser som befolkar Ordningen. Hans fiender bekymrar sig inte om hur det går för Ordningens invånare, men fruktar att förlora i kriget mot gudarna. Hedin är klok och tålmodig, och mycket mänsklig gentemot andra varelser, särskilt människor.
Troligtvis är hans namn och namnet på hans ö, Hedinsej, förbundet med det nordiska eposet om den norske kungen Hedin och ön Hiddensee i Östersjön.
- Frälsaren

Frälsaren är  ett väsen, som personifierar dödliga levande varelsers tro (framförallt människor), undviker öppna konfrontationer, men har många tillbedjare i Ordningens olika världar. Frälsaren lever av människornas förhoppningar och emotioner, som en mäktig vampyr. Han har flerfaldiga gånger nedstigit i världar som befunnit sig på undergångens rand för att hämta sina tillbedjares själar, varefter en ’fullkomligt’ tom värld återstår. Frälsaren får fullständig makt över världar och de levande varelserna i dem genom sin första ankomst, då han skapar ett skydd åt sig inför sin andra ankomst, vilken är Ödeläggelseprofetian – och just därigenom kringgår Lagen om jämvikt. 
- Den onämnbare

Den onämnbare är ett väsen som är en skapelse av en annan Skapare, som kom från ett annat Kaos och Kontinuum. Den onämnbare förintar världar genom sin blotta existens. Före Rakots och Hedins uppror var Den onämnbare instängd i en bur skapad av Skaparen. Rakot släppte ut Den onämnbare i affekt över sin överraskande befrielse. Den onämnbare banade sig väg genom Ordningen för att återvända, bortom Kaos gränser, till sin boning – i en annan Ordning. Den onämnbares tjänare, de hantlangare han skapat, de bockfotade varelser, som omedvetet alstrar hans magi i de världar som han slukar, har ingen fri vilja.
Efter att Den onämnbare återvänt, har enligt de Nya gudarna, hela Ordningen följt efter, däribland de världar som inte blev fundament för Vägbygget och förintade:
| ” | … att i samma ögonblick som Vägen når… sitt mål, så kantrar vår Ordning, likt ett fartyg som sprungit läck. Världar stöter samman och försvinner, en beröring med vävnaden från det kontinuum, varifrån dessa varelser kommer är katastrofal för all materia ur vår Skapares hand. | „ |

- De avlägsna

Om dessa krafter är inte mycket känt eftersom de undviker direkt inblandning i Ordningens angelägenheter. De strider i hemlighet mot Hedin och Rakot eftersom de anser att De nya gudarna förhindrar att en Ny skapare föds inuti Ordningen och menar att de är dess ”barnmorska”. Deras anhängare använder grönt ljus som sitt kännetecken.
- De sanna magikerna

Många generationer av odödliga magiker, som bodde i Alla uråldrigas borg. Magikerna var De unga Gudarnas nära bundsförvanter och efter Hedins och Rakots uppror blev de krossade och skingrade. Hemligheten med deras ursprung förblev förborgad. I Svärdens väktare görs en antydning om att De sanna magikerna inte har några föräldrar. Efter utbildningen i någon Magikerskola ’vid Verklighetens yttersta gräns’ genomfördes initieringen vid Mimers brunn.
- Besvärjelseläsarna

Besvärjelseläsarna är en märklig livsform, de lever i en av Ordningens världar på vägen mellan Magikernas Dal och Evial. De kallas så för sin förmåga att "läsa" (dechiffrera) vilken besvärjelse som helst som utförs inom Ordningens gränser.
- De uråldriga krafterna

De uråldriga krafterna – huvudsakligen lokala gudar, som framträder och bor i slutna världar eller (sällan) i Mellanverkligheten. De uppstod under De uråldriga gudarnas epok. Några av De uråldriga krafterna var ofta i krig med dem och erkände inte deras makt. Under De unga gudarnas epok var de också i krig med dem, varvid flertalet av De uråldriga krafterna antingen förintades eller föll i dvala; under De nya gudarnas epok började de vakna och kom i konflikt med både Jämviktens gudar och Den onämnbares legioner.